# Hugo de Moncada
Hugo de Moncada y Cardona, manchmal auch in der katalanischen Form Hug de Montcada i de Cardona und in der italienisierten Form Ugo di Moncada (* 1476 in Chiva; † 28. Mai 1528 in Maiori), war ein spanischer Adliger, Politiker und Soldat des 16. Jahrhunderts. Er war ein Ritter des Johanniterordens, Vizekönig von Sizilien (1509–1516) und Vizekönig von Neapel (1527–1528).

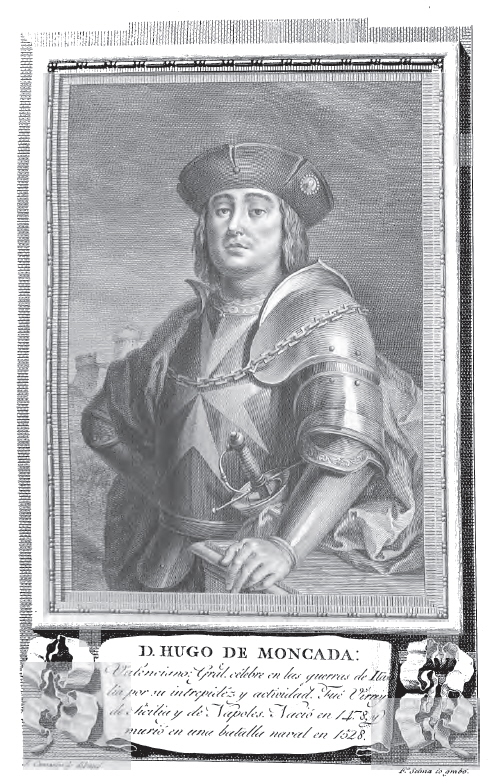
Hugo de Moncada

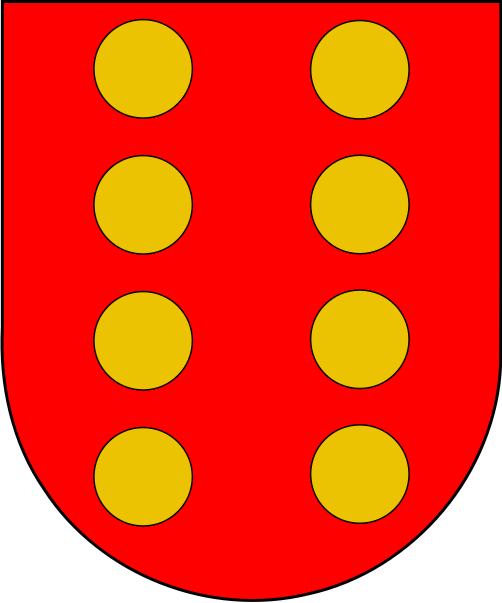
Wappen der Moncada

## Leben
Er wurde 1476 in Chiva im Königreich Valencia als viertes von sieben Kindern von Pietro Raimondo, 10. Baron von Aitona, und der Adeligen Beatrice de Cardona aus dem Geschlecht der Herren von Guardiesta geboren.
Als er gerade vierzehn Jahre alt war, schickte ihn sein Vater an den Hof von König Ferdinand dem Katholischen, wo er einige Zeit in dessen Palast diente. Nachdem er dem Johanniterorden beigetreten war, erhielt er vom aragonesischen Herrscher die Erlaubnis, militärische Aktivitäten durchzuführen.

### Im Dienste des Königs von Frankreich und des Papstes (1494–1503)
1494 reiste er nach Paris, um als Freiwilliger für König Karl VIII. von Frankreich in dessen Krieg zur Eroberung des Königreichs Neapel zu dienen, auf das er als Nachfahre der Anjou erblichen Anspruch erhob. Moncada war neben Carlos de Arellano und Juan de Cervellón einer der drei spanischen Ritter, die dem französischen König in den italienischen Kriegen von 1494 bis 1498 dienten. Die Expedition zur Eroberung des Königreichs Neapel startete in Grenoble, und die französischen Soldaten zogen nach Italien hinab. In Pisa, einer Stadt, die den Einmarsch der Franzosen unterstützte, weil sie sich gegen die Herrschaft der Medici auflehnte, zeichnete sich Moncada aus und war vor allem in der Schlacht gegen die Florentiner erfolgreich.
Nach der Eroberung des Königreichs Neapel, das durch den Geheimvertrag von Granada im Jahr 1500 zwischen den Aragoniern und den Franzosen aufgeteilt wurde, begab er sich nach Rom und trat nach dem Bündnis Frankreichs mit Papst Alexander VI. in die Dienste von Cesare Borgia, dem leiblichen Sohn des Papstes, mit dem ihn eine große Freundschaft verband und der zu seinem vertrauten Berater wurde, den er in den Kriegen von 1499 bis 1504 begleitete. Die päpstlichen Truppen, in denen Moncada unter dem Kommando der Borgia diente, verwüsteten und eroberten Imola, Forlì, Faenza, Urbino, Rimini und Pesaro und brachten so die Romagna unter päpstliche Herrschaft. Der valencianische Soldat war zusammen mit Michele Corella eine der Hauptpersonen in der Schlacht von Calmazzo, in der Nähe von Fossombrone, gegen Vitello Vitelli, Graf von Montone, und Paolo Orsini, Fürst von Amatrice, die entschlossen waren, den Herzog Guidobaldo da Montefeltro in Urbino wieder einzusetzen.
Obwohl Moncada und Corella hundert Infanteristen und zweihundert Reiter befehligten, wurden sie besiegt und der Herzog gefangen genommen. Durch die Schlacht fiel Urbino wieder an den rechtmäßigen Herzog zurück. Nach seiner Freilassung kehrte Moncada in die Dienste der Borgia zurück, die im Frühjahr 1503, nach dem Fall von Ceri, die Festungen von Guidobaldo da Montefeltro in Mittelitalien angriffen.

### Die spanische Eroberung des Königreichs von Neapel
Nach dem Tod von Papst Alexander VI. im Jahr 1503 verließ er die Dienste der Borgia und im selben Jahr wurde der Frieden zwischen dem König von Aragon und dem König von Frankreich gebrochen. Moncada erhielt von diesem die Erlaubnis, in den Dienst seines Landesherrn zurückzukehren. In der Schlacht am Garigliano, die in diesem Jahr stattfand und zu der er einen bemerkenswerten Beitrag leistete, war er einer der Befehlshaber der spanischen Truppen unter dem Kommando von Gonzalo Fernández de Córdoba, welche die französischen Truppen unter dem Kommando des Markgrafen Ludovico II. di Saluzzo besiegten und aus dem Königreich Neapel vertrieben, das somit in spanische Hände überging.
Nach Beendigung der Kriege in Süditalien schickte ihn König Ferdinand nach Nordafrika, um die arabischen Piraten zu bekämpfen, welche die italienischen und spanischen Küsten heimsuchten. Da er sich als sehr fähig erwies, wurde er 1504 nach Kalabrien geschickt, um dort Unruhen zu schlichten: Als Belohnung für seine Leistungen wurde er am 28. November 1506 zum Gouverneur von Kalabrien ernannt und erhielt am 31. Mai 1507 ein Jahresgehalt von 400 Dukaten.

### Vizekönig von Sizilien (1509–1516) und Gouverneur von Tripolis (1511–1516)
Vermutlich aufgrund seiner Erfahrungen im Kampf gegen die Barbaresken-Korsaren wurde er 1509 von Ferdinand dem Katholischen zum Vizekönig von Sizilien ernannt, als Ramón de Cardona die Regierung von Neapel übertragen wurde. Um den militärischen Charakter seines Amtes zu unterstreichen, wurde Moncada auch der Titel eines Generalkapitäns verliehen. Er kam mit 3.000 spanischen Soldaten, 500 deutschen Söldnern und 1.000 Reitern nach Sizilien, um die arabischen Piraten zu bekämpfen, die die Küste der Insel angriffen, und traf am 7. Dezember 1509 in Palermo ein, um das Amt des Vizekönigs anzutreten.
Im Jahr 1511 wurde er auch zum Gouverneur von Tripolis ernannt, das von den aragonesischen Truppen unter dem Kommando von Pedro Navarro erobert worden war. Unter seinen Beamten befand sich auch der Protonotar Pietro de Gregorio. In dieser Eigenschaft verfasste er die Vorschriften für den Zoll von Tripolis, die den Handel regelten, und begünstigte die Einwanderung von Familien sizilianischer Untertanen in die nordafrikanische Garnison, die eine Wohnung, ein Stück Land zur Bewirtschaftung, eine zehnjährige Steuerbefreiung und die Zusicherung erhielten, bei geringfügigen Vergehen nicht belangt zu werden. 1513 erhielt Moncada die Festung Tripolis und jährlich 12.000 Dukaten aus den Zolleinnahmen als Leibrente.
Die Herrschaft Moncadas als Vizekönig rief sowohl beim sizilianischen Adel als auch bei der übrigen Bevölkerung Unzufriedenheit hervor. Bereits 1511 war es in Palermo zu Unruhen gekommen, als spanische Truppen unter Diego de Vera aus Afrika in der Stadt landeten. Die Soldaten, die monatelang keinen Sold erhielten, plünderten die Stadt und zogen damit den Zorn der Palermitaner auf sich, die daraufhin einen Aufstand anzettelten. Ein weiterer Grund für die Unzufriedenheit mit der Krone war die Verankerung des Tribunals des Heiligen Offiziums auf der Insel, das von Ferdinand dem Katholischen 1487 formell eingerichtet und 1500 in Kraft gesetzt worden war und ab 1511 den Prozess der Inquisition stark beschleunigte.  Schließlich eine besonders belastende Steuerpolitik, mit deren Einnahmen die aragonesischen Expeditionen nach Afrika finanziert wurden, und die im Königreich betriebene Münzreform, die das Verhältnis von Gold und Silber auf der Insel dem europäischen Durchschnitt anglich, um Spekulationen entgegenzuwirken.
Im Januar 1516 starb König Ferdinand, und in Sizilien wandte sich der dem Vizekönig Moncada feindlich gesinnte Teil des Adels – der die Nachricht vom Tod des aragonesischen Herrschers, die der Graf von Collesano überbracht hatte, geheim gehalten hatte – insbesondere an Pietro Cardona, Graf von Collesano, Simone Ventimiglia de Luna, Marchese von Geraci, und Federico Abbatelli Cardona, Graf von Cammarata. In Palermo wurde ein Aufstand gegen ihn angezettelt, der ihn zur Flucht nach Messina zwang, wo er von Giovanni Vincenzo de Luna, Graf von Caltabellotta, der das Amt des Stratigoten in der Stadt innehatte, aufgenommen wurde. Der neue Herrscher Karl V. von Habsburg intervenierte und lud im Sommer 1516 sowohl Moncada als auch die wichtigsten Vertreter der rebellischen Inselaristokraten nach Brüssel ein, um ihre Argumente vorzutragen, während in Sizilien der Graf von Caltabellotta zum Präsidenten des Königreichs ernannt wurde.

### Die Niederlage von Algier (1516) und die Eroberung von Gerba (1520)
In Brüssel gelang es Moncada, trotz seiner Entlassung als Vizekönig von Sizilien, die Wertschätzung des neuen Herrschers zu gewinnen, unterstützt durch die Vermittlung des mächtigen Großkämmerers Guillaume de Croÿ, der zu einem seiner wichtigsten Fürsprecher am Hof wurde. Durch seine Vermittlung konnte Moncada nach Italien zurückkehren und wurde Admiral des Königreichs Neapel.
Im August 1516 eroberten die Piraten Algier und Moncada organisierte eine Expedition, um die Stadt anzugreifen. Er befehligte etwa 5.000 spanische Soldaten, 300 Reiter und einige Artilleriegeschütze, die Algier angriffen und auf die Miliz von Khair ad-Din Barbarossa trafen. Die Belagerten umzingelten die christliche Flotte mit ihren Schiffen, und Moncada, der die zahlenmäßige Unterlegenheit seiner Truppen erkannte, beeilte sich, an Bord zu kommen. In der Nacht zerstörte ein heftiger Sturm die gesamte im Hafen von Algier vor Anker liegende Flotte, wobei mehr als zwei Drittel der Soldaten starben und Barbarossa eine große Zahl Gefangenen nehmen konnte.
Nach Italien zurückgekehrt, übernahm Moncada 1517 verschiedene militärische Ämter im Dienste des Königs: Vogt der Benediktinerabtei Sant’Eufemia in Lamezia und Prior der Abtei San Giovanni in Messina; königlicher Berater des Königreichs Neapel mit einem Jahreseinkommen von 400 Dukaten aus den Einkünften mehrerer Zentren in Kalabrien; Hauptmann der Bewaffneten des Königreichs Neapel. Im Jahr 1520 war er in Sardinien und dann in Djerba, das er besetzte. Er landete mit dreizehn Galeeren und etwa siebzig Schiffen, mit einem kleinen Heer von mehr als zweitausend Infanteristen und Reitern, auf der Insel und nach einem Tag harter Kämpfe erreichte Moncada, obwohl er am Arm verwundet wurde, die Kapitulation der Insel mit dem Versprechen, dem Kaiser 12.000 Dukaten pro Jahr zu zahlen. Karl V. gewährte Moncada 10.000 Golddukaten als Entschädigung für die erlittenen Kosten und Schäden: Das Geld sollte aus den Erträgen des in Sizilien angebauten Weizens stammen, der für Djerba bestimmt war. Im November desselben Jahres übergab der Vizekönig von Sizilien, Ettore Pignatelli, Herzog von Monteleone, vier Schiffe an Moncada, um seine Militärpolitik in Nordafrika fortzusetzen. Im Gefolge Kaiser Karls V. nahm er 1521 an der Belagerung der französischen Stadt Tournai teil. Wahrscheinlich aufgrund dieser Verdienste wurde ihm am 20. Mai 1521 das Kommando über das Castel dell’Ovo in Neapel übertragen, mit der Möglichkeit, es direkt oder durch einen Stellvertreter auszuüben, unter der Bedingung, dass er ein Inventar in dreifacher Ausfertigung über die Munition, die Waffen und alle anderen Einrichtungsgegenstände der Festung anfertigte und es der Regia Camera della Sommaria übergab. Im Jahr 1522 wurde er zum Justiziar des Königreichs Sizilien ernannt.
Im Januar 1525 versuchte er in Genua, die von Andrea Doria, einem Verbündeten des französischen Herrschers, eroberten Gebiete von Varazze und Savona von der kaiserlichen Herrschaft zurückzuerobern. Unter dem Kommando von achtzehn Galeeren bombardierte Moncada die Stadt Varazze und landete dann an der Spitze von dreitausend Infanteristen am Strand vor der Stadt. Die Belagerten wehrten den Angriff ab, erlitten einige Verluste und machten zahlreiche Gefangene, darunter auch Moncada selbst, der erst nach der Schlacht von Pavia freigelassen wurde. Am Ende dieser letzten Schlacht, die von den Truppen Kaiser Karls V. gewonnen wurde, unterzeichneten er und König Franz I. von Frankreich den Vertrag von Madrid.
Der französische Herrscher hielt sich trotz der Befreiung nicht an alle Vertragsbedingungen und weigerte sich Burgund an die Habsburger abzutreten. Daher wurde er im Frühjahr 1526 on Karl V. nach Frankreich geschickt, um Franz I. an die Einhaltung des Vertrags zu erinnern. Als Moncada von der Gründung der Liga von Cognac erfuhr, erhielt er den Auftrag, nach Italien zurückzukehren und mit Papst Clemens VII. zu verhandeln, damit dieser sich nicht mit den Franzosen verbünde. In Rom angekommen, schloss er auf Weisung Karls V. ein enges Bündnis mit Kardinal Pompeo Colonna und nahm zusammen mit dem kaiserlichen Gesandten, dem Herzog von Sessa, die Verhandlungen mit Clemens VII. auf. Um das Vertrauen des Papstes zu gewinnen, der nur zögernd auf die Vorschläge des Kaisers einging, und um ihn nicht gegenüber Colonna misstrauisch zu machen, der stets mit Waffengewalt drohte, vermittelte Moncada eine Einigung mit der mächtigen Familie, die sich jedoch als kurzlebig erwies.
Am 6. Mai 1527 plünderten die Truppen des Heiligen Römischen Reiches Rom, und Moncada selbst nahm mit den Truppen unter dem Kommando der Brüder Ascanio und Vespasiano Colonna an dem Angriff teil, der den Petersdom verwüstete. Noch am selben Abend gelangte Moncada, trotz der Proteste von Kardinal Colonna, den Papst, der sich in die Engelsburg geflüchtet hatte, und gab ihm den silbernen Bischofsstab und die Mitra zurück, die am Morgen von den Soldaten geraubt worden waren. Die Rückgabe war der erste Schritt zu neuen diplomatischen Verhandlungen und einem dreimonatigen Waffenstillstand.

### Vicekönig von Neapel (1527–1528)
Im Jahr 1527 versuchten die Franzosen, das Königreich Neapel mit einer Militärexpedition unter Odet de Foix, Graf von Lautrec, zurückzuerobern. Nach dem Tod des Vizekönigs Charles de Lannoy übernahm Moncada ipso facto das Amt des Vizekönigs, nachdem er im Auftrag des Consiglio Collaterale das Kommando über die neapolitanischen Truppen zur Verteidigung der Stadt übernommen hatte.
Die französische Belagerung Neapels begann am 1. Mai 1528. Moncada wurde von deutschen Truppen unter Philibert de Chalon, Prinz von Orange, der Familie Colonna und der Kavallerie unter Ferrante Gonzaga, Graf von Guastalla, unterstützt. Neapel hatte große Schwierigkeiten, die Belagerer abzuwehren, da es aufgrund der Blockade durch die mit Frankreich verbündete genuesische Flotte unter dem Kommando von Filippino Doria an Nachschub mangelte. Moncada wurde gezwungen aufs Meer hinauszufahren, um sich den feindlichen Kanonen vor Salerno zu stellen.
Am 28. Mai 1528 wurde er in der Schlacht von Capo d’Orso im Golf von Salerno in den Gewässern der heutigen Gemeinde Maiori von einer Gewehrkugel getroffen und starb in der Schlacht. Sein Leichnam wurde zunächst in der Kathedrale Sant’Andrea in Amalfi beigesetzt und später in die Kirche Nuestra Señora Santa María de los Remedios in Valencia überführt und dort beigesetzt. Er hatte einen unehelichen Sohn, Guglielmo, der eine militärische Laufbahn einschlug.